# Echinaster callosus
Echinaster callosus is een zeester uit de familie Echinasteridae.
De wetenschappelijke naam van de soort werd in 1895 gepubliceerd door Marenzeller.